# Potamilla antartica
Potamilla antartica är en ringmaskart. Potamilla antartica ingår i släktet Potamilla och familjen Sabellidae. Utöver nominatformen finns också underarten P. a. decorata.